# Akodon reigi
Akodon reigi és una espècie de mamífer rosegador de la família dels cricètids. Viu a l'est de l'Uruguai i l'extrem meridional del Brasil. Els seus hàbitats naturals són els boscos inundats i els herbassars. És una espècie en risc mínim, és a dir, no sembla que hi hagi cap amenaça significativa per a la seva supervivència.
L'espècie fou anomenada en honor del biòleg i paleontòleg argentí Osvaldo Reig.

## Taxonomia
Aquesta espècie va ser descrita originalment l'any 1998 pels zoòlegs Enrique M. González, Alfredo Langguth i Luiz F. de Oliveira.
Localitat tipus
La localitat tipus referida és: «Paso Averías (a les coordenades: 33º60'S 54º40'W), departament de Lavalleja, Uruguai».
Etimologia
Etimològicament, el terme específic reigi és un epònim que refereix al cognom de la persona a qui va ser dedicada, el biòleg i paleontòleg argentí Osvaldo Alfredo Reig.
Caracterització i relacions filogenètiques
El seu nombre diploide (2n) és 44, el seu nombre fonamental (FN) és 44. S'havia proposat que les poblacions que integren aquest tàxon podrien arribar a submergir-se dins de l'espècie Akodon paranaensis, no obstant això, fins i tot mostres d'exemplars de les poblacions més meridionals de A. paranaensis divergeixen de A. reigi entre un 5,6 a 5,7 %, segons anàlisis genètiques. Pertany al subgènere Akodon i al grup d'espècies Akodon cursor.

## Distribució geogràfica i hàbitat
És un ratolí terrestre de gran grandària (respecte a la mitjana del gènere Akodon), endèmic del centre-est de l'Amèrica del Sud, distribuint-se a l'est del Uruguai i en la part austral del Brasil.
La distribució a Uruguai comprèn els departaments de: Durazno, Lavalleja, Maldonado, Tacuarembó i Treinta y Tres.
Al Brasil va ser capturat en la planícia costanera de l'est de l'estat de Rio Grande del Sud, en la reserva Taim, Capão do Lião, Rio Grande i Val do Três Forquilhas. Podria estar estesa encara més al nord, en ambients de mata atlàntica de Santa Catarina.
Abunda en denses selves marginals subtropicals, en boscos pantanosos i s'ha arribat a capturar exemplars en pasturatges. Es reprodueix des de la primavera fins a la tardor.

## Conservació
Segons l'organització internacional dedicada a la conservació dels recursos naturals Unió Internacional per a la Conservació de la Naturalesa (UICN), al no posseir majors perills i viure a diverses àrees protegides, la va classificar com una espècie de «preocupació menor» en la seva obra: Llista Vermella d'Espècies Amenaçades.
En el sud brasiler és protegit en l'estació ecològica de Taim.